# プーアル
プーアルは、鳥山明の漫画『ドラゴンボール』およびそれを原作とするアニメに登場する架空のキャラクター。アニメの声優は渡辺菜生子。

## 概要
エイジ740年9月2日生まれ。身長37cm、体重9kg。血液型はAB型。好物はかりんとう（アニメより）。
ヤムチャと共に盗賊をしていたネコのような生き物。空を飛び、様々なものに化けられる変身能力を身につけている。一人称は「ボク」。
ヤムチャのことは「さま」付けで呼ぶほど慕っており常に一緒で、彼のためならどんなことも厭わない。第22回天下一武道会では、骨折したヤムチャを見て泣きながら飛び出し、空飛ぶ絨毯に化けて病院まで運んでいる。アニメではサイヤ人編においてその死にショックを受けて失神した他、生き返らせるために宇宙に飛び出そうとしたこともある。
ピラフ一味に捕らえられた際には、特性の牢獄から見えた月を眺めながら「死ぬ前に綺麗なものみておくんだ」と話し、ウーロンは「縁起でも無い事言うな！」とツッコミをいれた。
ウーロンとは、南部変身幼稚園時代の同級生。女の先生のパンツを盗んで退園になったウーロンと比較すると、変身幼稚園をきちんと卒園しているため変身能力は遥かに高く、制限時間がない他、変身した物体の能力も発揮できる。幼稚園時代にいじめられていたために当初はウーロンと仲が悪かったが、ブルマの家で同居するようになって以後は互いに打ち解けていった。アニメでは、栽培マンと相打ちで死んだヤムチャを見て失神した際にウーロンに介抱されている。
ヤムチャとブルマが破局した後はヤムチャについて行き、ブルマの自宅であるカプセルコーポレーションから出て行くことになる。シリーズを通して、外見に老化などはあまり見られない（最終回近辺で少し口元にしわがある程度）。
名前の由来は、プーアル茶。初期案での名前は「プー・アル」。背中に剣を背負っていた。

## 略歴
- エイジ740 9月2日 - 誕生。
- エイジ747 - ヤムチャと出会い、荒野で盗賊として暮らす。
- エイジ749 - 荒野に迷い込んだ孫悟空たちを襲撃、その後ドラゴンボールの話を聞いて悟空たちを追跡する。
- 仲間になったと見せかけて悟空たちと同行、その過程でいつの間にか本当に仲間となる。その後はブルマとの交際を始めたヤムチャについてゆき、西の都で暮らすことに。
- エイジ750 - 第21回天下一武道会を観戦。数ヵ月後、占いババの館でウパと組んでドラキュラマンと対戦、変化の術を上手く使っての活躍を見せる。
- エイジ753 - 第22回天下一武道会を観戦。骨折したヤムチャを病院に運んだ。
- エイジ756 - 第23回天下一武道会を観戦。
- エイジ762 - ヤムチャが死亡し、ショックを受ける。
- エイジ764 - フリーザ地球襲来。その後、ヤムチャとブルマの破局に伴い、カプセルコーポレーションから出る。
- エイジ774 - 第25回天下一武道会を観戦。その後、魔人ブウに菓子にされて食べられるが、ドラゴンボールで生き返る。
- エイジ776 - ミスター・サタンのホテル落成記念式典に参加。大根くじ引き大会にも参加した。

### ドラゴンボールGT
究極のドラゴンボールによる地球爆発の際、超サイヤ人4の悟空に瞬間移動でツフル星へ避難したり、復活した地球に戻ってきた後のパーティーのシーンにも登場していた。ヤムチャと共に荒地で車を修理していたところ、頭上を神龍が通り過ぎていった（最終話）。2代目・3代目エンディングにも登場。

## プーアルが作中で変身したもの
ハエたたき
ハエになって逃亡を図ったウーロンを叩き落とすために変身。
鍵
ブルマ達のカプセルワゴンを開けるために変身。
孫悟空
ブルマ一行のカプセルワゴンに忍び込み、ヤムチャの苦手な女性（ブルマ）を外に誘い出すために変身。顔はプーアルのもので髪型なども本物と異なるが、ヤムチャいわく「なかなかのもの」。
また、第22回天下一武道会の出場受付の際、締め切りが迫ってもなかなか悟空が現れないため、ヤムチャの指示で化けて代わりに受付を済まそうとした。だが当人がギリギリで到着したため実行しなかった。
鳥
兎人参化から人参になったブルマを奪うために変身。
また、アニメでも第23回天下一武道会の予選を見るために変身した。
コウモリ
ピラフ城の牢屋に悟空が開けた小さな穴から抜け出す時に変身。身体が小さくなり、両腕部分が翼になっていた。
ハサミ
ピラフ城で悟空が大猿化して暴れた際、ヤムチャが尾を押さえて力が抜けた隙に尾を切り落とすために変身。
また、第21回天下一武道会決勝戦で再び悟空が大猿化した際、刀に化けて同様に尾を切り落とそうとしたが、ジャッキー・チュン（亀仙人）が月を破壊して悟空を元に戻したので実行しなかった。
ハリモグラ
ドラキュラマンの吸血攻撃を防ぐために変身。
手
コウモリに変身し逃亡したドラキュラマンに追撃を加えるために変身。掌にプーアルの顔が付いている。ドラキュラマンを湖に叩き落とした。
鬼
アニメのみ。第22回天下一武道会でランチが青髪（おとなしい人格）になってしまったため、代わりに観戦の場所取りに行ったウーロンを冷やかすために変身。顔の模様などは変身前のプーアルの面影がある。
魔法の絨毯
第22回天下一武道会で天津飯に足を折られたヤムチャを病院に運ぶために変身。この姿では手が使えないので悟空にヤムチャを乗せてもらった。
ビルス
『ドラゴンボール超』で、第6宇宙との試合の祝勝会の前にモナカ（に扮したビルス）との手合わせを始めた悟空に戦いをやめるよう忠告するために変身。姿は本物とほぼ同じだが目だけはプーアルのものであった。
ハンマー
『ドラゴンボール超』で、第7宇宙と第6宇宙の野球の試合の最中、シャンパに吹っ飛ばされて気絶したヤムチャの頭を殴って目を覚めさせるため変身。頭部には「100t」と書かれている。
ぴちぴちギャル
『ドラゴンボール超』で、力の大会を控え弱点であるスケベ心を克服したいとの亀仙人の求めに応じて変身。青緑色の髪に赤いバニーガールの衣装を着たスタイルの良い美少女の姿をしており、亀仙人に追い掛け回される羽目になる。その際、「100t」と書かれた大きなハンマーを手にしており、亀仙人を数回吹っ飛ばしている。

## ゲームでの登場
ファミリーコンピュータゲーム『ドラゴンボール 神龍の謎』の3面では浮遊して爆弾を投げつけてくる敵、『ドラゴンボール 大魔王復活』『ドラゴンボール3 悟空伝』ではそれぞれ仲間カード、お助けカードとして登場。
『ドラゴンボールZ 強襲!サイヤ人』『ドラゴンボールZ 超サイヤ伝説』ではお助けカードとして登場。キャラクターのKI（必殺技を使用するための数値）を少し回復できる。
格闘ゲームではPlayStation専用ソフト『ドラゴンボールZ Ultimate Battle 22』にて登場。「1P VS CPU」モードで亀仙人の乱入を知らせるデモで登場。
PlayStation 2ソフト『ドラゴンボールZ Sparking! NEO』の修行ではヤムチャに変身し、かめはめ波や狼牙風風拳を使用していた。プーアルいわく「かめはめ波は難しいが、狼牙風風拳は簡単」とのこと。また本作にはプーアル自身のグラフィックはない。
PlayStation 4 / Xbox One用ソフト『ドラゴンボールZ カカロット』では、翼竜に襲われていたところをヤムチャに助けてもらったというエピソードが語られる。ヤムチャは自分の身もかえりみずに助けたが、実際はプーアルの悲鳴を女の子のものだと思って助けにいっただけだった。

## 補足
週刊少年ジャンプ特別編集『DRAGONBALL 冒険SPECIAL』ではウーロンとの出会いが語られており、南部変身幼稚園時代にプーアルがふざけて女の子に化けているときにウーロンがナンパしてきたのがきっかけとなっている。
声優を担当した渡辺はプーアルを長年やっているキャラクターの1人として愛着を持っているが、後半出番が減り、「風景となった」ことを残念がっていた。